# Лас Далматас, Еверардо Мартинез Салазар (Мускиз)
Лас Далматас, Еверардо Мартинез Салазар (шп. Las Dalmatas, Everardo Martínez Salazar) насеље је у Мексику у савезној држави Коавила у општини Мускиз. Насеље се налази на надморској висини од 1257 м.

## Становништво
Према подацима из 2005. године у насељу је живело 13 становника.

### Хронологија
| Година       | 2005 |
| ------------ | ---- |
| Становништво | 13   |

### Попис
| # | Индикатор                        | Вредност |
| - | -------------------------------- | -------- |
| 1 | Укупно појединачних домаћинстава | 1        |